# Ингс, Дэниел
Дэниел Ингс (англ. Daniel Ings; род. 30 ноября 1985) — британский актёр. Известен в первую очередь по роли Фредди в сериале «Джентльмены».

## Биография
Ингс учился в школе Даунтси в Уилтшире, в 2008 году окончил Ланкастерский университет, где изучал театральное искусство. Играл в театре, в 2014 году получил роль в сериале «Вспомнить все связи». В сериале «Корона» он сыграл Майкла Паркера (2016—2017). В 2023 году Ингс появился в сериале «Половое воспитание», в 2024 году — в сериале Гая Ричи «Джентльмены» в роли Фредди, брата главного героя.